# Hildegard Gölz
Hildegard Gölz (født 1893; død 1986) var en tysk præstefrue.
Hun var hustru i den evangeliske teolog og kirkemusiker Richard Gölz (1887–1975). Sammen gemte de under Nazismens jødeforfølgelser i deres præstegård en gruppe jøder, hvor kontakten var formidlet gennem det Berlinske „Büro Grüber“, hvorefter de blev sendt videre til andre præstegårde gennem den Württembergske præstegårdskæde.

## Hædersbevisninger
- 1979: Bundesverdienstkreuz
- 1991: Retfærdige blandt nationerne (posthumt)